# Leonard Bäcksbacka
Carl Leonard Bäcksbacka, född 6 mars 1892 i Helsingfors, död där 8 mars 1963, var en finländsk konsthandlare.
Bäcksbacka blev filosofie magister 1925. Han studerade till en början zoologi, men gav sig senare in på konsthistoria och öppnade 1915 en egen konstsalong i Helsingfors.
Han tillförde det finländska konstlivet ett nytt element genom att gå i bräschen för den moderna konsten. Bland annat gjorde han en betydande insats i inhemsk konsthistorisk forskning genom flera konstnärsmonografier (över Jalmari Ruokokoski, Tyko Sallinen, Mauno Markkula, Ellen Thesleff och Ragnar Ekelund) och var dessutom en framstående kännare av guldsmedskonst.
Bäcksbacka var far till Ingjald Bäcksbacka som kom att överta faderns konstsalong, samt till målaren Irina Bäcksbacka de Maestro.